# Puerto Alert
Puerto Alert está situado al sur del golfo de Penas sobre la costa S de la isla Mornington en el lado N del canal Trinidad. en las coordenadas 49°53′S 75°14′O / -49.883, -75.233 en la región austral de Chile, al sur del golfo de Penas sobre la costa sur de la isla Mornington en el lado norte del canal Trinidad.
Administrativamente pertenece a la provincia de Última Esperanza de la XII Región de Magallanes y la Antártica Chilena.
Desde hace aproximadamente 6.000 años sus costas fueron habitadas por el pueblo kawésqar.  A comienzos del siglo XXI este pueblo había sido prácticamente extinguido por la acción del hombre blanco.

## Límites
En el lado norte del canal Trinidad y sobre la costa sur de la isla Mornington se encuentra puerto Alert. Se extiende hacia el norte por aproximadamente cuatro millas con un ancho máximo de una milla. 

## Fondeaderos
Puerto Alert tiene varios fondeaderos para buques grandes en profundidades de 20 a 42 metros con fondo de fango o de arena. En el extremo norte existe el surgidero Mackerel apto solo para naves pequeñas.
Puerto Alert puede contener varias naves grandes fondeadas a la gira. Es abrigado y estando a la entrada oeste del canal Trinidad es muy importante para los buques con averías. Es el mejor puerto del área. 

## Recursos
Se puede hacer aguada. Se encuentran maderas variadas y abundantes como ciprés y tepú. Se encuentran abundantes peces, tanto de agua dulce salada como de agua dulce. 

## Señalización marítima
Existe una baliza ciega en la roca Fairway y balizas de enfilación para tomar el acceso al surgidero Mackerel

## Historia
A contar de 1520, con el descubrimiento del estrecho de Magallanes, pocas regiones han sido tan exploradas como la de los canales patagónicos. En las cartas antiguas la región de la Patagonia, entre los paralelos 48° y 50° Sur, aparecía ocupada casi exclusivamente por una gran isla denominada “Campana” separada del continente por el “canal de la nación Calén”, nación que se supuso existió hasta el siglo XVIII entre los paralelos 48° y 49° de latitud sur.
Desde mediados del siglo XX esos canales son recorridos con seguridad por grandes naves de todas las naciones, gracias a los numerosos reconocimientos y trabajos hidrográficos efectuados en esas peligrosas costas.
Por más de 6.000 años estos canales y sus costas han sido recorridas por los kawésqar, indígenas, nómades canoeros. Hay dos hipótesis sobre su llegada a los lugares de poblamiento. Una, que procedían del norte siguiendo la ruta de los canales chilotes y que atravesaron hacia el sur cruzando el istmo de Ofqui. La otra es que procedían desde el sur y que a través de un proceso de colonización y transformación de poblaciones cazadoras terrestres, procedentes de la Patagonia Oriental, poblaron las islas del estrecho de Magallanes y subieron por los canales patagónicos hasta el golfo de Penas. A comienzos del siglo XXI este pueblo había sido prácticamente aniquilado por la acción del hombre blanco.